# Franz-Josef Weber
Franz-Josef Weber (ur. 14 marca 1952 w Lohnsburgu) – austriacki biathlonista. W Pucharze Świata zadebiutował 2 marca 1978 roku w Hochfilzen, gdzie zajął 42. miejsce w biegu indywidualnym. Pierwsze punkty zdobył 31 stycznia 1979 roku w Ruhpolding, zajmując piąte miejsce w sprincie. Nigdy nie stanął na podium indywidualnych zawodów PŚ. Najlepsze wyniki osiągnął w sezonie 1978/1979. W 1976 roku wystąpił na mistrzostwach świata w Anterselvie, gdzie zajął 28. miejsce w sprincie. Był też między innymi piąty w tej samej konkurencji i szósty w sztafecie podczas mistrzostw świata w Ruhpolding trzy lata później. W 1976 roku wystąpił na igrzyskach olimpijskich w Innsbrucku, gdzie zajął 37. miejsce w biegu indywidualnym i piętnaste w sztafecie. Brał też udział w igrzyskach w Lake Placid w 1980 roku, plasując się na 11. pozycji w sprincie i szóstej w sztafecie.

## Osiągnięcia

### Igrzyska olimpijskie
| Rok  | Miejscowość | Konkurencje | Konkurencje | Konkurencje | Konkurencje | Konkurencje | Konkurencje | Konkurencje |
| Rok  | Miejscowość | IN          | SP          | PU          | MS          | RL          | MR          | SR          |
| ---- | ----------- | ----------- | ----------- | ----------- | ----------- | ----------- | ----------- | ----------- |
| 1976 | Innsbruck   | 37.         | nd.         | nd.         | nd.         | 15.         | nd.         | –           |
| 1980 | Lake Placid | –           | 11.         | nd.         | nd.         | 6.          | nd.         | –           |

### Mistrzostwa świata
| Rok  | Miejscowość | Konkurencje | Konkurencje | Konkurencje | Konkurencje | Konkurencje | Konkurencje | Konkurencje |
| Rok  | Miejscowość | IN          | SP          | PU          | MS          | RL          | MR          | SR          |
| ---- | ----------- | ----------- | ----------- | ----------- | ----------- | ----------- | ----------- | ----------- |
| 1976 | Anterselva  | –           | 28.         | nd.         | nd.         | –           | nd.         | –           |
| 1978 | Hochfilzen  | 42.         | 39.         | nd.         | nd.         | 5.          | nd.         | –           |
| 1979 | Ruhpolding  | –           | 5.          | nd.         | nd.         | 6.          | nd.         | –           |
| 1981 | Lahti       | 38.         | 49.         | nd.         | nd.         | 10.         | nd.         | –           |
| 1982 | Mińsk       | 29.         | 36.         | nd.         | nd.         | 9.          | nd.         | –           |

### Puchar Świata

#### Miejsca w klasyfikacji generalnej
| Sezon     | Miejsce |
| --------- | ------- |
| 1977/1978 | -       |
| 1978/1979 | ?       |
| 1979/1980 | ?       |
| 1980/1981 | -       |
| 1981/1982 | -       |
| 1983/1984 | -       |

#### Miejsca na podium chronologicznie
Weber nigdy nie stanął na podium indywidualnych zawodów PŚ.